# Cleonymus albomaculatus
Cleonymus albomaculatus is een vliesvleugelig insect uit de familie Pteromalidae. De wetenschappelijke naam is voor het eerst geldig gepubliceerd in 1960 door Hedqvist.